# Diaglyptidea conformis
Diaglyptidea conformis är en stekelart som först beskrevs av Gmelin 1790.  Diaglyptidea conformis ingår i släktet Diaglyptidea och familjen brokparasitsteklar. Arten är reproducerande i Sverige. Inga underarter finns listade i Catalogue of Life.